# 추평호
추평호(秋坪鎬, 1973년 2월 8일 ~ )는 전 한국 프로 야구 해태 타이거즈의 선수이자 한국 야구 위원회의 심판위원이다.

## 생애
1995년 해태 타이거즈에 입단하여, 1997년까지 뛰었다. 포지션은 외야수였다. 현재 한국 야구 위원회의 심판위원이다.

## 출신 학교
- 영흥고등학교
- 영남대학교

## 논란
- 2013년 9월 4일 : 넥센 히어로즈와 롯데 자이언츠의 경기에서 넥센 히어로즈의 오윤 선수의 1루 라인선상 근처의 안타 타구를 파울로 판정하여, 넥센 히어로즈 선수단이 6분간 선수단 철수를 하는 사건이 일어났다. 하지만 파울 판정 이후, 오윤 선수가 2루 주자 강정호를 홈으로 불러들여 이 경기에서 넥센 히어로즈가 5-2으로 승리하는 일이 있었다.

- 2012년 7월 4일 : LG 트윈스와 삼성 라이온즈 경기에서 12회말 2사 1루에서 타석에 들어선 타자는 이대형. 1,2루 사이로 빠져나가는 듯 보였던 타구는 2루수 신명철의 글러브에 들어갔고, 1루수 조영훈에게 공이 도착했을 때는 이미 이대형이 헤드 퍼스트 슬라이딩으로 1루를 터치한 뒤였다. 하지만 추평호 심판은 이대형의 아웃을 선언해 경기를 종료시켰다.

- 2014년 5월 9일 넥션과의 경기에서도 승부에 영향이 가는 오심을 함으로 엘지에게 패배를 안겼다고 엘지팬들은 주장하고 있으나 바로 앞 헛스윙으로 판정된 스윙이 실제로 돌아가지 않은 것이어서 오심을 바로잡기 위한 보상판정이었다. 박근영 1루심의 오심을 선배 심판으로서 바로잡았다.